# پرویز بیگی حبیب‌آبادی
پرویز بیگی حبیب‌آبادی (زاده‌ی ۱۳۳۳ حبیب‌آباد برخوار اصفهان) شاعر، نویسنده و مدیر انتشارات فصل پنجم است.

او دوران کودکی خود را در حبیب آباد، اردستان، زواره، آبادان، اصفهان، شهرکرد، شلمزار، اردبیل و تهران گذراند و در سال ۱۳۵۲ دیپلم ریاضی را دریافت کرد. سپس در سال ۱۳۵۲ وارد نیروی هوایی شد و در سال ۱۳۸۲ با درجه سرهنگی بازنشسته شد. او پس از بازنشستگی تحصیلات خود را تا مقطع کارشناسی زبان و ادبیات فارسی ادامه داد و در حال حاضر دارای مدرک کارشناسی ارشد هنر می‌باشد.

## برخی آثار
- غریبانه (مجموعه شعر) (در این کتاب شعر معروف یاران چه غریبانه وجود دارد که به عنوان شعر برگزیده دفاع مقدس در دهه شصت انتخاب شده)
- گل، غزل، گلوله (مجموعه شعر گرد آوری شده)
- آینه در غبار، (تاملی در تذکره‌های شعر فارسی)
- آن همیشه سبز، مثنوی دفاع مقدس (این مجموعه در آثار برتر شعر دفاع مقدس برگزیده شد)
- تیغ، قلم، تغزل، (مجموعه شعر گرد آوری شده)
- زخم، غزل، زاویه، (مجموعه شعر گرد آوری شده)
- گزیده ادبیات معاصر (مجموعه شعر)
- حماسه‌های همیشه (مجموعه چند جلدی) [۵][۶][۷]
- تاملی در تذکرهٔ نصر آبادی
- تاملی در تذکرهٔ روز روشن
- تاملی در تذکرهٔ تحفهٔ سامی
- تاملی در تذکرهٔ حدیقه الشعرا
- تاملی در تذکرهٔ مجالس النفایس
- فصل سوم
- سرگذشت یادها (زندگی نامه مشفق کاشانی)[۸]
- ارغوانی‌ها[۹]
- درختی که می‌دود (مجموعه شعر)
- محاکمه کرونا در دادگاه بین الملل

## جوایز و افتخارات
- دریافت لقب شاعر ماندگار دفاع‌مقدس در همایش پاسداشت حماسه آزادسازی خرمشهر در سال ۱۳۸۷.[۱۰]
- انتخاب به عنوان یکی از ۱۵ شاعر برتر بعد از انقلاب از سوی وزارت ارشاد.[۱۱]